# 日本大眼蟹
日本大眼蟹（学名：Macrophthalmus japonicus）为沙蟹科大眼蟹属的动物。分布于日本、朝鲜西岸、新加坡、澳大利亚、台湾岛以及中国大陆的海南岛、福建、浙江、山东、渤海湾、辽东湾、辽东半岛等地，生活环境为海水，常穴居于近海潮间带或河口处的泥沙滩上。